# دراغوليوب سيمونوفيتش
دراغوليوب سيمونوفيتش هو مدرب كرة قدم ولاعب كرة قدم صربي في مركز الوسط، ولد في 30 أكتوبر 1972 في بلغراد في صربيا. شارك مع منتخب بلغاريا لكرة القدم. أما مع النوادي، فقد لعب مع سسكا صوفيا ونادي أوبليتش ونادي ليتكس لوفتش.

## وصلات خارجية
- دراغوليوب سيمونوفيتش على موقع قاعدة بيانات كرة القدم.إي يو (الإنجليزية)
- دراغوليوب سيمونوفيتش على موقع ناشيونال فوتبول تيمز (الإنجليزية)